# 한석현
한석현(1994년 5월 17일 ~ )은 KBO 리그 NC 다이노스의 외야수이다.

## LG 트윈스시절
2014년에 입단하였다. 2015년에 군 복무를 수행했다.
2020년 5월 29일 KIA전에서 데뷔 첫 경기를 치렀고, 경기 후반에 대주자로 교체돼 타석에는 들어서지 못했다. 2020년 시즌에는 퓨처스 북부리그 타격왕(타율 0.345), 도루왕(29도루)을 기록했다.
2021년 4월 22일 KIA 타이거즈전에서 데뷔 첫 안타를 3루타로 기록했다.
2022년 시즌에는 6경기 출전에 그쳤다.

## NC 다이노스시절
2022년 11월 19일에 퓨처스리그 FA를 통해 이적했다. 팀은 LG 트윈스에 보상금 3,900만원(연봉의 100%)을 지급했고, 이는 퓨처스리그 FA를 통해 이적한 최초의 케이스였다.

## 출신 학교
- 서울후암초등학교
- 부산 대천중학교
- 경남고등학교

## 통산 기록
| 연도 | 팀명  | 타율  | 경기 | 타수 | 득점 | 안타 | 2루타 | 3루타 | 홈런 | 루타 | 타점 | 도루 | 도실 | 볼넷 | 사구 | 삼진 | 병살 | 실책 |
| ---- | ----- | ----- | ---- | ---- | ---- | ---- | ----- | ----- | ---- | ---- | ---- | ---- | ---- | ---- | ---- | ---- | ---- | ---- |
| 2020 | LG    | 0.000 | 9    | 2    | 3    | 0    | 0     | 0     | 0    | 0    | 0    | 1    | 0    | 1    | 0    | 1    | 0    | 0    |
| 2021 | LG    | 0.286 | 16   | 21   | 5    | 6    | 2     | 1     | 0    | 10   | 1    | 2    | 1    | 3    | 1    | 7    | 1    | 1    |
| 2022 | LG    | 0.222 | 6    | 9    | 1    | 2    | 0     | 0     | 0    | 2    | 0    | 0    | 1    | 0    | 0    | 3    | 0    | 0    |
| 2023 | NC    | 0.200 | 27   | 60   | 5    | 12   | 1     | 0     | 0    | 13   | 2    | 2    | 1    | 4    | 0    | 20   | 2    | 2    |
| 통산 | 4시즌 | 0.217 | 58   | 92   | 14   | 20   | 3     | 1     | 0    | 25   | 3    | 5    | 2    | 8    | 1    | 31   | 3    | 3    |